# 覚華島
覚華島（かくかとう、中国語: 觉华岛、拼音: juéhuádǎo）、別名菊花島（きくかとう、júhuādǎo）は、中国・遼寧省葫芦島市興城市の東南海上約10km、遼東湾内に位置する島。島の面積は13.5km2で、湾内では最大、渤海湾内でも第二の面積を誇る。人口3,000人弱で南北2つの行政村を有し、近隣の3つの小島と併せて菊花街道郷を構成する。遼代以来の仏教文化と自然景観を生かした観光業が近年盛んである。

## 地理
覚華島はひょうたん型の島で、南北約6km、東西は広いところで4km、最も狭いところで1km程度である。島の東側には標高198mの大架子山、西側には182mの大明山の2山が座し、大架子山の北側および両山の間には地勢が平坦で、人口が集中する。島土の70％が森林に覆われている。周辺海上には、北に磨盤山島、南に張家山島・楊家山島の3島の小島がある。マカオ特別行政区とほぼ同等の面積を持つことから「北方の小澳門」の美称もある。
気候は海洋の影響を強く受ける。年平均気温は9.9℃と興城に比べて1℃ほど高いが、4月から7月にかけては1～2℃低くなる。平均降水量は548mmで年較差が大きく、興城よりも55mm少ない。風速は年平均7.1mと比較的強い。
花崗岩から形成され、波の浸食を受けて奇岩や砂浜海岸などの景観を形成している。島には千年枯れていないとされる八角形の井戸（八角井）があるほか、この井戸の隣には北方では極めて珍しい菩提樹（インドボダイジュ）の古木もあり、千年菩提樹としてともに信仰を集めている。
架橋はされておらず、興城市と島の間をフェリーが連絡する。5月上旬までは1日2便、5月中旬から10月までの繁忙期には1日4便が運航している。収容人数500人、片道45分の普通客船のほか、2018年より高速船が導入され、島まで25分で行けるようになった。
すぐれた自然景観と多くの名所旧跡を有し、中国当局による観光地等級では上位2番目の4A級に指定されている。エコツーリズムを掲げて自動車免許の規制やボダイジュの植樹などの生態保護活動が行われ、2014年には国家級海洋公園が設定された。観光地としては、遼代の仏教寺院である大竜宮寺・海雲寺をはじめ、明代の大悲閣、八角井、菩提樹、唐王洞などがある。漁業が主産業であったが、近年海洋資源の減少に伴って、観光業への転換が著しい。

## 歴史
出土する磨製石器の数々から、4,000年以上前にはすでに人の生活があったことが分かっている。春になると桃の花が咲くことから、春秋戦国時代には桃花島と呼ばれていた。燕の太子丹が秦の追討を逃れて洞窟に身を隠した逸話も島に伝わっている。のち、唐の太宗李世民が東征の折にこの洞窟を訪れ、同様に雨宿りしたとの伝説があり、今日では唐王洞と呼ばれている。『新唐書』地理誌によると、同島は唐の時代、桃花浦と呼ばれていた。宋の張棣も、この島を桃花島と記している。
統和8年（990年）、遼の聖宗は弘義宮の奴隷約1,000人を解放し、旧渤海興州の地からこの島に移し、小さな県を設けて興城県と名付けた。この年、大小の河川が途絶えてしまったため、島民が総出で川底を掘ったことから、淘河と呼ばれるようになったとされる。島の大架山の北麓には小川が流れ、今もなおその素朴な名前を変えず「河溝」と呼ばれている。遼の時代は淘河だったかもしれない。
994年、聖宗は宋の仏教の聖地である普陀山にあやかって「海天仏国」の建設を発起し、高僧・円融大師を島に送り、覚華島に大竜宮寺を興した。1031年に円融大師は弟子の郎思孝（司空大師）に管理を委ねて島を離れた。遼・金代にかけて島には寺院17座が連なって仏教の聖地となり、朝廷と密接な関係を持った。地元では「南に普陀山あり、北に菊花島あり」と称されている。1175年には、詩人の王寂が島を訪れ〈覚華島〉〈留題覚華島竜宮寺〉の詩2首を残している。1290年に元が興城県を廃した際に、俗称の桃花島から覚華島へと名をあらためた。覚華とは円融大師の僧号である。
元代には軍馬の飼養場が設けられ、良質な馬の産地として知られた。明代に至ると島は寧遠衛の管轄に置かれるが、覚華島は北方防衛における戦略上の要地であるだけでなく、依然として寧遠衛の官兵らにとって重要な信仰空間の地位を占めていた。
1626年、後金のヌルハチは明の寧遠（現在の興城市）に侵攻し（寧遠の戦い）、攻勢の不利なのを見て、寧遠の兵糧庫であった覚華島にモンゴル人騎兵隊を派兵した。後金軍は船を持たないと高をくくっていた明軍は島の防衛を疎かにしていたが、この年は海面が凍結し、騎兵隊が島に上陸することを許してしまった。寧遠の戦いで明軍は勝利を収めたものの、覚華島では7千余人の兵卒と7千余人の民が死傷し、8万余石の穀物と船2千艘が破壊される甚大な被害を受けた（覚華島の戦い）。
清の統一後、旅順口一帯の海防の重要性に鑑み、1713年に旅順水軍（旅順水師）が設置され、覚華島はその守備範囲の西端を画することとなった。旅順水軍は乾隆帝の末期にはその力が衰え始め、光緒帝の1880年に北洋水師に取って代わられると、島には兵士の姿は見られなくなった。
島には菊の花が咲き誇ることから、民国時代の1922年に菊花島に改称されたが、2009年の興城市人民代表大会において名前を覚華島と改める決議がなされた。近年、覚華島は北京・天津・河北・吉林・黒龍江などからの遊山客を集めており、2010年には30万人の入島を記録している。